# IC 1147
IC 1147 је спирална галаксија у сазвјежђу Змај која се налази на листи објеката дубоког неба у Индекс каталогу.
Деклинација објекта је + 69° 33' 36" а ректасцензија 15h 50m 11,5s. Привидна величина (магнитуда) објекта IC 1147 износи 14,8 а фотографска магнитуда 15,6. IC 1147 је још познат и под ознакама MCG 12-15-27, CGCG 338-27, PGC 56159.